# Franska Flandern

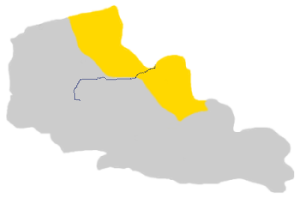
Franska Flandern i gult inom den tidigare regionen Nord-Pas-de-Calais. Floden Leie visas i blått.

Franska Flandern (franska: La Flandre française, nederländska: Frans-Vlaanderen) är en del av nordvästra Frankrike vid gränsen till Belgien och motsvarar ungefär hälften av ytan i departement Nord. Områdena motsvarar ungefär dagens arrondissemang Lille, Douai och Dunkerque.

## Geografi
Franska Flandern består huvudsakligen av låglänta våtmarker i det kolrika området söder om Nordsjön. Franska Flandern består av de två regionerna:
1. Sjö-Flandern i nordväst mellan floden Leie (Lys) och Nordsjön, vilket motsvarar den franska delen av gränsregionen Westhoek.
2. Vallonska Flandern (franska: La Flandre Lilloise, nederländska: Rijsels-Vlaanderen) i sydost om Leie.

## Historia

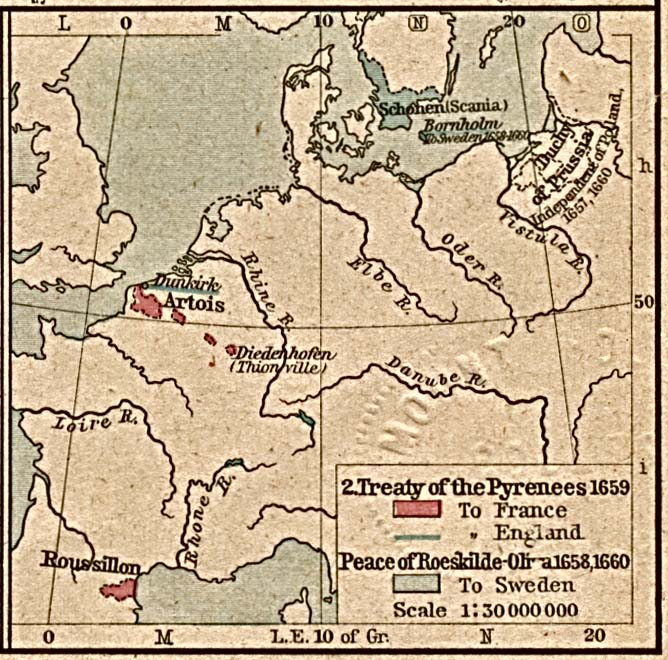
Territorialförändringarna efter Traktaten i Pyrenéerna.

Området som idag är Franska Flandern var traditionellt en del av grevskapet Flandern fram till slutet av Trettioåriga kriget då området gavs till Frankrike. Andra delar av regionen tillföll Frankrike efter traktater år 1668 och 1678.
Under andra världskriget blev Franska Flandern administrerat av tyska myndigheter som en del av Belgien som del av Belgien-Nordfrankreich.

## Språk och kultur

Utveckling av franskflamländska i Franska Flandern.

Det traditionella språket i Franska Flandern har varit en dialekt av nederländska kallad västflamländska och franskflamländska. Området har sedan 1853 blivit frankifierat och det tidigare majoritetsspråket har gått tillbaka och blivit ett minoritetsspråk.. Idag finns det cirka 20 000 som talar franskflamländska dagligen och omkring 40 000 som behärskar språket. Franskflamländskan lever dock främst kvar i form av ortnamn och efternamn hos befolkningen samt i vissa regionala uttryck.
Det traditionella språket i Vallonska Flandern är pikardiska. I regionen finns dock fortfarande en stark flamländsk kultur som tar sig uttryck i bland annat ortsnamn och en mängd lånord från flamländskan i den lokala dialekten.